# 4分鐘的金盞菊
《4分鐘的金盞菊》為日本漫畫家Kyrie創作的日本漫画作品。於《Big Comic Spirits》（小学館）2017年24号（2017年5月15日）到2018年10号（2018年2月5日）期間進行連載。單行本全3卷。用手碰觸即可得知他人將死命運的緊急醫療技術員，描寫發現自己義理姐姐還剩1年壽命時和她之間的禁忌之戀。改編電視劇於2019年播放。

## 劇情
擔任救護員的花巻尊。他發現他有可以透過與他人合掌，得知該人的將死的命運的能力。自從知道重要的人的將死的命運，他感到非常痛苦，由於無論如何他的預測必能成真，作為救護人員他心裡很難受。從小就愛著異父異母的姐姐沙羅，卻發現沙羅即將於一年後死去。就在某天，尊接到急救電話，前去為因為心肌梗塞而昏迷的男性做心肺復甦。當與男子雙手相合時，尊的眼前出現了該人死去前後的情景。他一心想改變命運，嘗試不同的行動，患者恢復了意識，保住了性命，這是他第一次改變死亡預知，於是他有了不同的想法..

## 登場人物
花卷尊
新人救護員。因父親再婚而改姓「花卷」。與廉・沙羅・藍沒有血緣關係的兄弟姐妹相處融洽。有一日、他只是與他人的手合掌而發現自己能預知他人的將死命運。
花卷沙羅
與尊沒有血緣關係的姐姐,是一名畫家。登場時的年齡為26歲。因喜歡的顏色是黄色和橙色而喜歡金盞菊。尊因曾與姐姐合掌而知道她餘命一年的事情。
花卷廉
與尊沒有血緣關係的哥哥。職業是保安。十多歲的時候曾加入暴走族的不良少年。
花卷藍
與尊沒有血緣關係的弟弟。高中生。有著會吸煙、逃課等不良的一面、但亦有做家務等溫柔的一面。

## 出版書籍
| 冊數 | 小学館         | 小学館                 | 尖端出版     | 尖端出版               |
| 冊數 | 發售日期       | ISBN                   | 發售日期     | ISBN                   |
| ---- | -------------- | ---------------------- | ------------ | ---------------------- |
| 1    | 2017年8月10日  | ISBN 978-4-09-189622-3 | 2021年1月8日 | ISBN 978-957-109-239-3 |
| 2    | 2017年12月12日 | ISBN 978-4-09-189697-1 | 2021年1月8日 | ISBN 978-957-109-240-9 |
| 3    | 2018年4月12日  | ISBN 978-4-09-189856-2 | 2021年1月8日 | ISBN 978-957-109-241-6 |

## 電視劇
於2019年10月11日到12月13日，由日本TBS電視台每週五週五檔連續劇時段22:00—22:54（日本時間）播出的電視劇，由福士蒼汰領銜主演。首回加長15分。

### 登場人物

#### 主要人物
- 花卷尊〈25〉 - 福士蒼汰（幼少期：山城琉飛）
- 花卷沙羅〈27〉 - 菜菜緒（幼少期：中田華月）
- 花卷藍〈18〉 - 横濱流星
- 花卷廉〈35〉 - 桐谷健太

#### 横濱市消防處櫻坂消防救護站
- 磯邊健太〈30〉 - 西村元貴
- 上田祐樹〈23〉 - 伊藤旭輝
- 阿部志乃〈24〉 - 關水渚
- 江上良平〈40〉 - 三浦誠己

#### 其他
- 遠藤琴〈17〉 - 鈴木優華
- 青葉廣洋〈33〉 - 佐藤隆太（第3集登場）
- 吉野洋子 - 羽村純子
- 大村拓郎 - 中野剛
- 花卷光生 - 村上新悟
- 鈴本千冬 - 磯山沙也加（第4集登場）
- 高木静香〈40〉 - 西尾麻理
- 原田治〈50〉 - 橋本潤

#### 客串角色
第1話
- 山口徹 - 須田邦裕
- 山口有紀 - 森南波
- 山口久司 - 原田文明
- 花店店員 - 加藤小夏

第2話
- 日村和江 - 松金米子

第3話
- 中谷敦志 - 尾上寛之
- 中谷美亜 - とももともも

第4話
- 二條梓 - 筒井真理子
- 二條歩 - 廣山詞葉
- 佐藤 - 大島蓉子
- 岡部（醫生） - 夙川原子

第5話
- 原田理沙 - 七瀬夏美

第6話
- 横山京子 - 馬淵英里何

第8話
- 赤木伊織 - 仁村紗和
- 赤木和也 - 佐戸井賢太

第9話
- 滝澤卓 - 市川知宏
- 矢野直哉 - 川口和空
- 滝澤幸子 - 兔本有紀

第10話（最終話）
- 片岡拓郎 - 小市慢太郎
- 林田秀人 - 藥丸翔

### 工作人員
- 原作 - KIRIE 『4分鐘的金盞菊』（小學館

Big Comic Spirits刊）
- 劇本 - 櫻井剛
- 音樂 - 兼松眾、櫻井美希
- 主題歌 - 平井堅 「＃302」（日本索尼音樂娛樂）
- 協助 - 横濱市消防局
- 醫療監督 - 中澤曉雄
山本昌督
- 繪畫監督 - 中島健太
- 製作人 - 橋本芙美
- 導演 - 河野圭太
城寶秀則
紙谷楓
- 製作 - 共同電視台
TBS電視台

### 撥放日程
| 話數                                                                       | 播放日期 | 標題 | 專欄 | 演出     | 收視率 |
| -------------------------------------------------------------------------- | -------- | ---- | ---- | -------- | ------ |
| 第1話                                                                      | 10月11日 |      | か}} | 河野圭太 | 10.3%  |
| 第2話                                                                      | 10月18日 |      |      | 河野圭太 | 7.8%   |
| 第3話                                                                      | 10月25日 |      |      | 城宝秀則 | 7.6%   |
| 第4話                                                                      | 11月1日  |      |      | 城宝秀則 | 6.2%   |
| 第5話                                                                      | 11月8日  |      |      | 河野圭太 | 7.1%   |
| 第6話                                                                      | 11月15日 |      |      | 紙谷楓   | 5.7%   |
| 第7話                                                                      | 11月22日 |      |      | 城宝秀則 | 7.1%   |
| 第8話                                                                      | 11月29日 |      |      | 河野圭太 | 6.4%   |
| 第9話                                                                      | 12月6日  |      |      | 城宝秀則 | 7.0%   |
| 最終話                                                                     | 12月13日 |      |      | 河野圭太 | 9.2%   |
| 平均收視率 7.4% （收視率由Video Research調查關東地區、世帯、即時統計資料） |          |      |      |          |        |

## 外部連結
- 4分鐘的金盞菊 - 小學館（日語）
- 4分鐘的金盞菊 - TBS電視台（日語）

| 日本 TBS電視台 週五連續劇             | 日本 TBS電視台 週五連續劇                   | 日本 TBS電視台 週五連續劇 |
| ------------------------------------- | ------------------------------------------- | ------------------------- |
|                                       | 4分鐘的金盞菊 （2019年10月11日－12月13日）  |                           |
| 凪的新生活 （2019年7月19日－9月20日） | 請別在病房裡誦經 （2020年1月17日－3月20日） |                           |